# Acronicta impleta
Acronicta impleta är en fjärilsart som beskrevs av Walker 1856. Acronicta impleta ingår i släktet Acronicta och familjen nattflyn. Inga underarter finns listade i Catalogue of Life.

## Bildgalleri

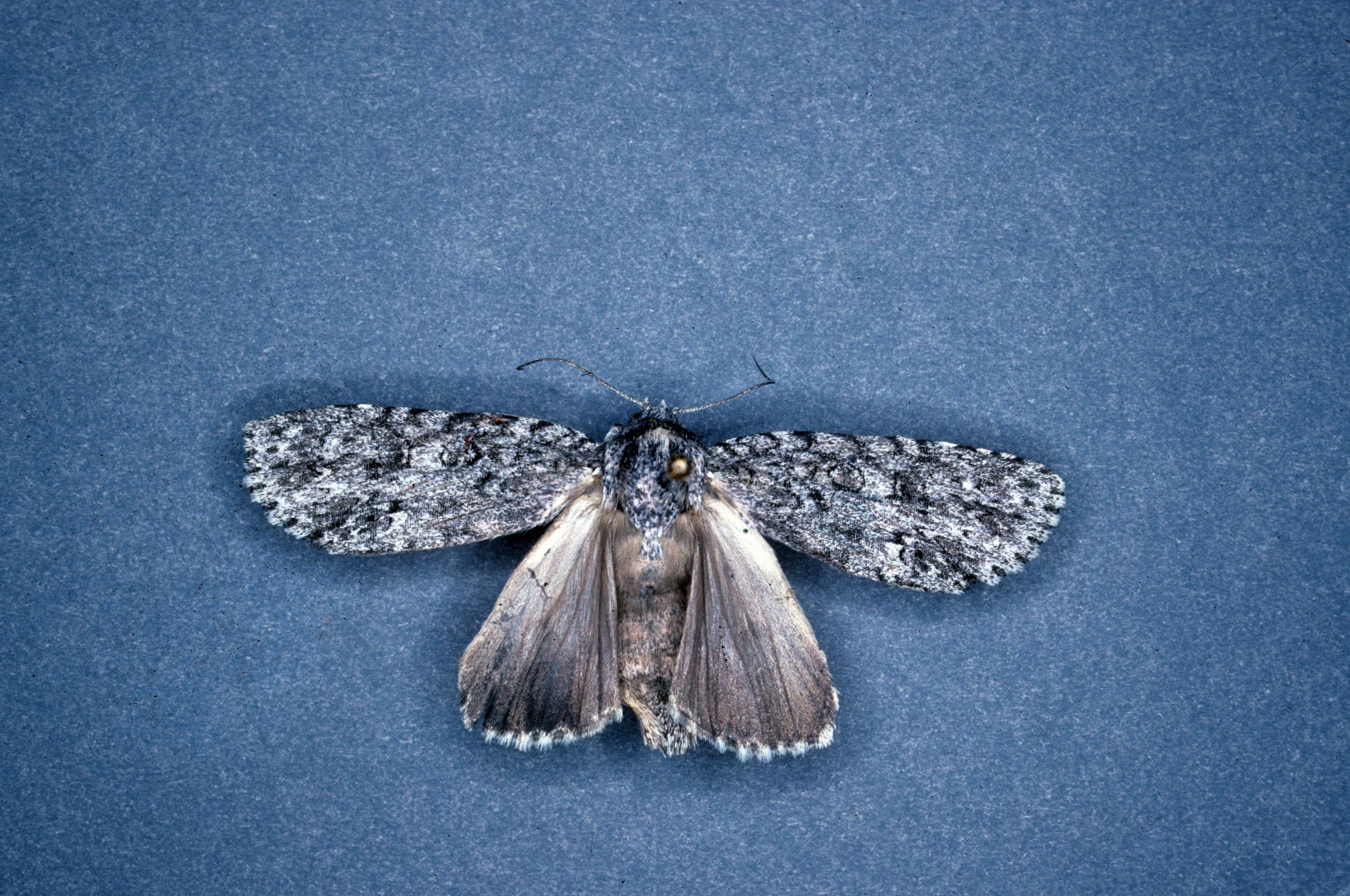
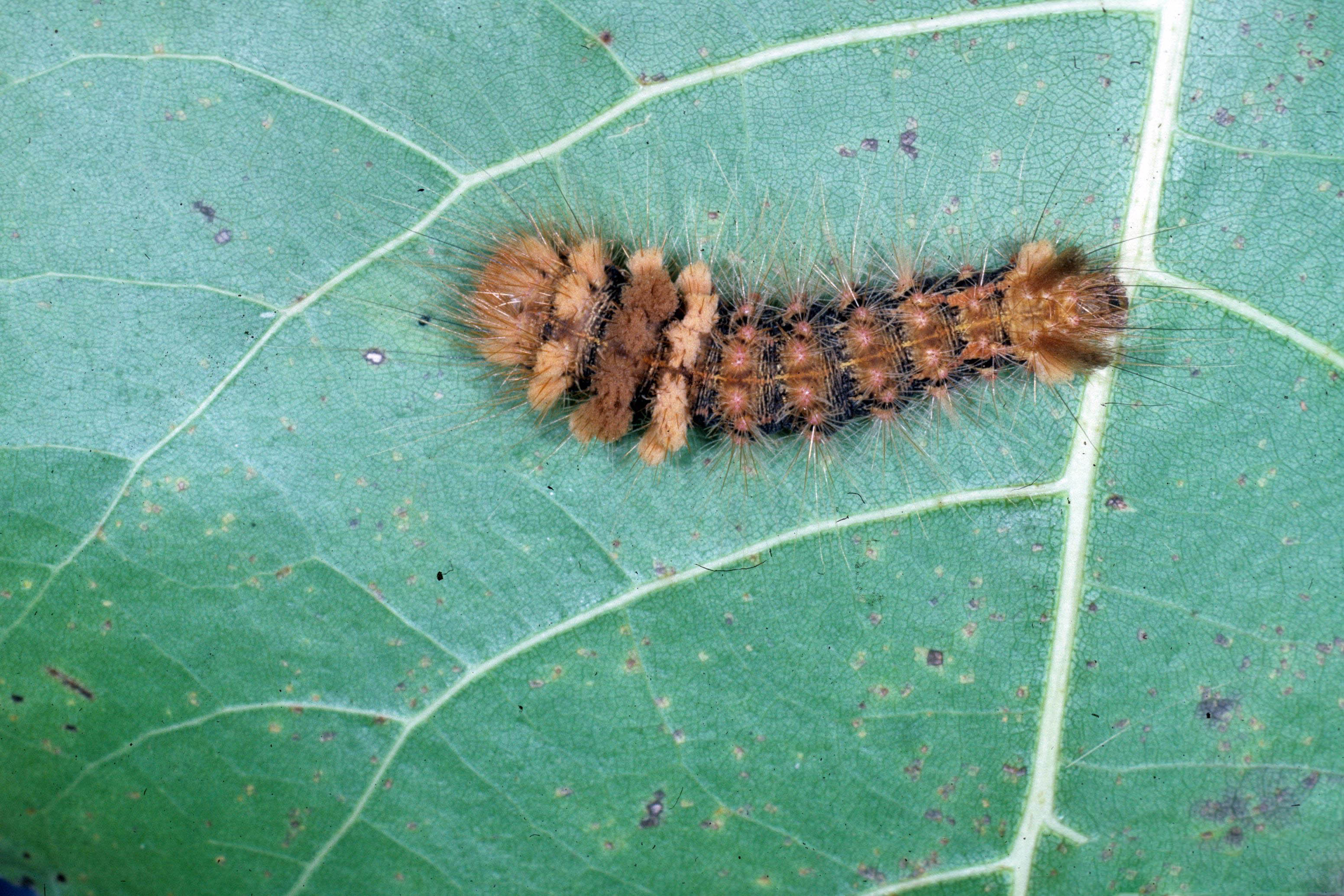
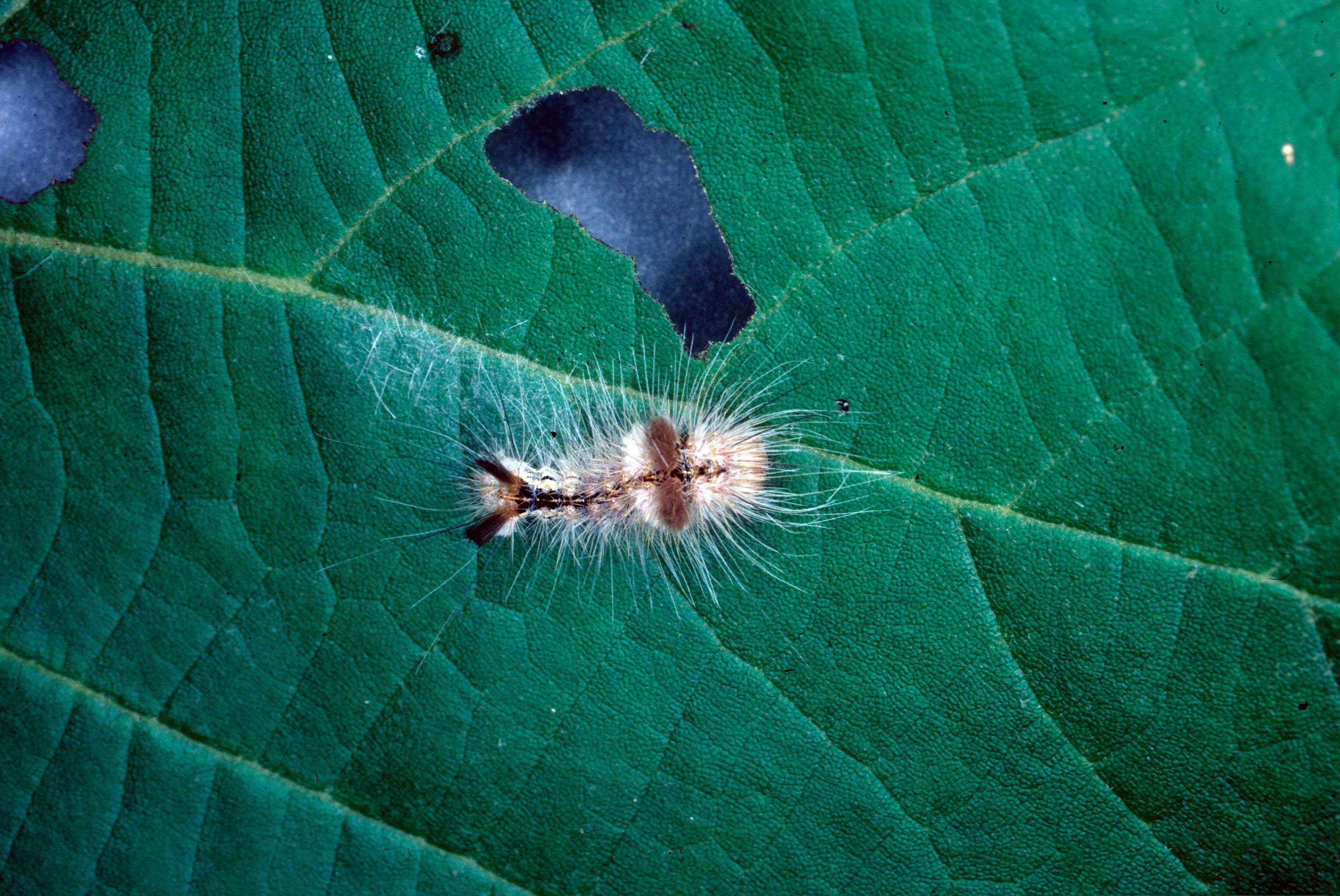
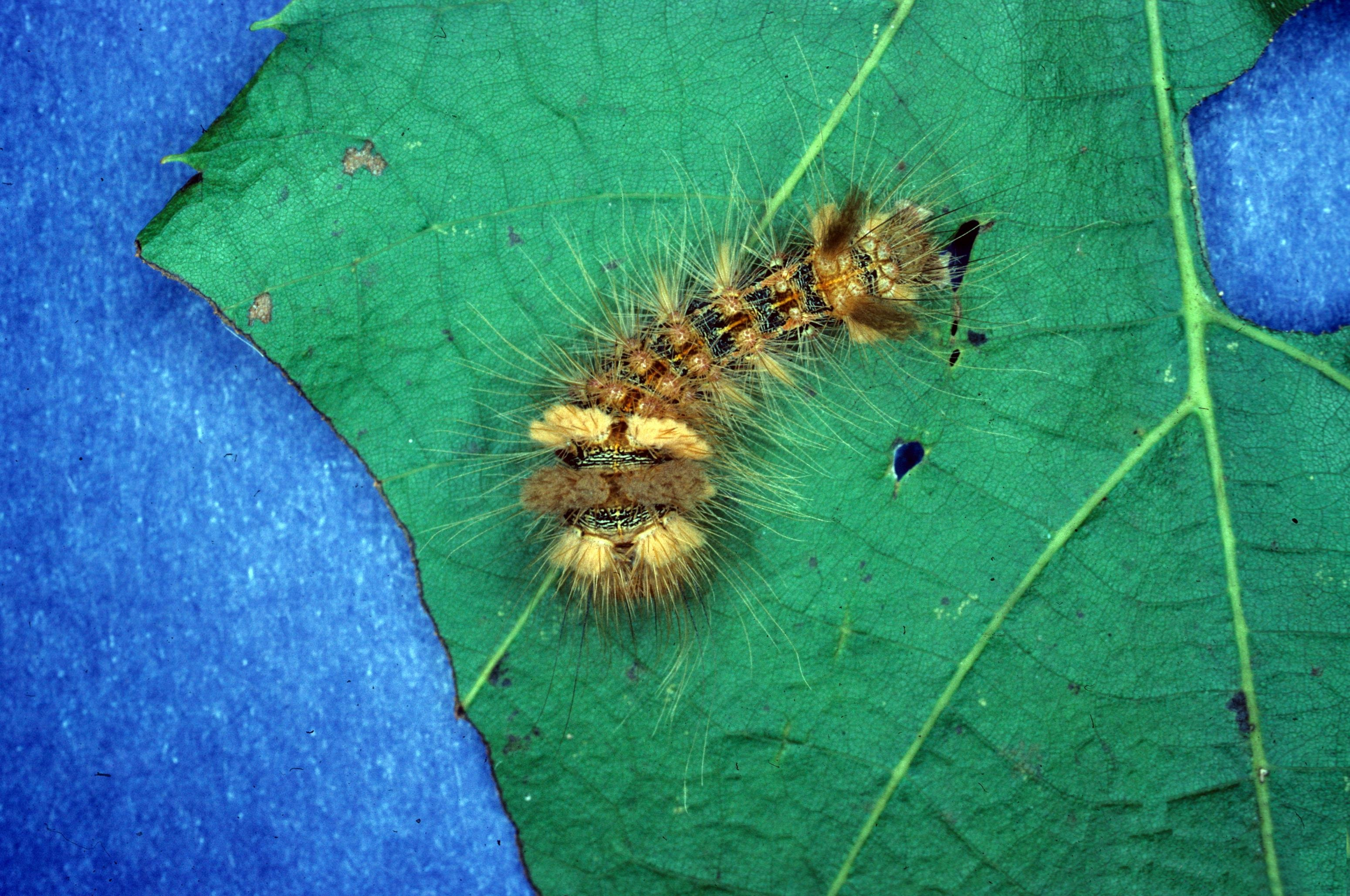
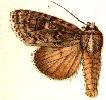
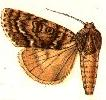